# Andriej Worobjow
Andriej Iwanowicz Worobjow (ur. 1 listopada 1928 w Moskwie, zm. 15 czerwca 2020 tamże) – rosyjski lekarz.
Absolwent akademii medycznej, zdobył specjalizację w Centralnym Instytucie Doskonalenia Lekarzy. W 1966 kierownik katedry w Instytucie Doskonalenia Lekarzy, a w następnym roku dyrektor Wszechrosyjskiego Ośrodka Hematologii Ministerstwa Zdrowia ZSRR. Od 1991 do 1992 pełnił funkcję ministra zdrowia Federacji Rosyjskiej. Był wybierany na deputowanego ludowego ZSRR. Później sprawował funkcję dyrektora Naukowego Ośrodka Hematologii Rosyjskiej Akademii Nauk Medycznych. Pochowany na Cmentarzu Nowodziewiczym w Moskwie (w kolumbarium).